# バーンピン駅
バーンピン駅（バーンピンえき、タイ語:สถานีรถไฟบ้านปิน）は、タイ王国北部プレー県ローン郡にある、タイ国有鉄道北本線の駅である。

## 概要
プレー県の人口約5万6千人が暮らすローン郡にある。駅の正面側は西向きであり、同郡のタムボンの一つであるバーン・ピン町の中心部に位置する。バーン・ピン町自体は人口7,800人ほどの小さな町で、市街地には個人商店以外には目立った商業施設や宿泊施設等もなく、北線の特急停車駅の中でもひときわ周辺人口の少ない駅であるが、12,300人の人口を擁するホァイ・オー町など、隣接する町村からの利用客も多い。当駅はバンコクから563.86km地点にあり、特急列車利用で8時間程度である。当駅と北側の隣駅との間に全長130.20mのフアイメーラントンネルがある。  
二等駅であり1日当たり10列車（5往復）が発着しその内訳は、特急2往復、急行1往復、快速1往復、普通1往復である。また当駅を含むロッブリー駅より終点チエンマイ駅までは単線区間である。

## 歴史
1914年6月15日にチエンマイを目指し延伸工事を行っていた北本線は、フアイメータ停車場より当駅までの区間が完成し、当駅は終着駅として開業した。開業して11箇月後の1915年5月1日に、パーコー停車場まで延伸開業により途中駅となった。
- 1914年6月15日：北本線フアイメータ停車場 - 当駅間開通に伴い開業。
- 1915年5月1日：北本線がパーコー停車場まで延伸され、途中駅となる。

## 駅構造
単式及び島式1面の複合型ホーム2面2線をもつ地上駅であり、駅舎はホームに面している。三階建ての駅舎の設計は大学生によるもので山小屋風の建物である。